# Cleome noeana
Cleome noeana är en paradisblomsterväxtart. Cleome noeana ingår i släktet paradisblomstersläktet, och familjen paradisblomsterväxter.

## Underarter
Arten delas in i följande underarter:
- C. n. brachystyla
- C. n. noeana